# Pápai Károly
Pápai Károly, eredeti családneve Lip (Pápa, 1861. december 20. – Görz, Ausztria, 1893. november 25.) néprajzkutató, az obi-ugor népek kutatója.

## Életpályája
Szüleit korán elvesztette. A középiskolát Pápán végezte el; egy évig Lipcsében és Berlinben tanult bölcseletet, azután a budapesti egyetemen szerzett diplomát, ahol többek között Török Aurél professzor akkor kezdődött antropológiai előadásait hallgatta. Két évig a tanárképző intézet gyakorló gimnáziumában tanított. Elhatározta, hogy a Magyar Tudományos Akadémia és a kultuszminisztérium támogatásával a magyarok nyelvrokonaihoz, a manysikhoz (vogulok) és a hantikhoz (osztjákok) utazik. Gyenge szervezete miatt barátai tartóztatták, de 1888. március 1-jén mégis elindult Oroszországba Munkácsi Bernát nyelvész társaságában, aki néhány évvel korábban már kutatott a Volga vidékén.
Szentpéterváron, Moszkván, Kazanyon és Permen keresztül először a permi kormányzóság verhnye-turjei kerületében élő vogulok közé mentek. Az Ob mellékfolyói, a Szoszva és a Konda folyók partvidékein élő népcsoportokat tanulmányozták. Pápai Károly antropológiai és etnográfiai kutatásokat végzett, gazdag néprajzi gyűjteményre tett szert. Innen az Ob-folyó menti Szurgut és a Narim táján lakó osztjákokhoz utazott. Velük és szamojéd szomszédaikkal is közelről megismerkedett. Pápai kiváló eredménnyel fejezte be expedícióját, majdnem egy évet töltött Oroszországban.
Hazatérése után a magával hozott bőséges anyag feldolgozásához fogott, rendezni kezdte gyűjteményét, jegyzeteit, melyek alapján meg akarta írni a vogulok néprajzát. Munkája lassan haladt, és közben állást is kellett keresnie. A Magyar Nemzeti Múzeum napidíjasaként és óraadó tanárként is dolgozott, gyűjtőúton járt a palócok között. Végül 1893-ban a budapesti VI. kerületi főreáliskolában helyettes tanári állást kapott. Betegsége (gyomor-gümőkór) gyógykezelésére az ausztriai Görzbe utazott, ott hunyt el, mindössze 32 éves korában. Sírja fölé barátai és tanártársai emeltek síremléket. Nyelvészeti anyagát részben Munkácsi Bernát rendezte sajtó alá, sok értékes néprajzi feljegyzése és útinaplója kéziratban maradt fenn.

## Munkái
- Jelentés észak-szibériai utamról. (Földrajzi Közlemények, 1889.)
- A vogulok- és osztjákoknál. (Ethnographia, 1890. Újabb kiadásban ifj. Kodolányi János A finnugor őshaza nyomában. Budapest, 1973.)
- A Csepelsziget és lakói. . Budapest, 1890. (Különnyomat a Földrajzi Közleményekből. Pályadíjat nyert a Földrajzi társaságnál.)
- Magyar középiskola. (Budapest, 1890.)
- Déli osztják szójegyzék. (szerk. Munkácsi Bernáttal, Ugor füzetek (12). Magyar Tudományos Akadémia, Budapest.  1896.)
- Kézirati hagyatéka:
  - A palócok, néprajzi tanulmány, 15 nyomtatott ívnyi terjedelemben
  - Osztják és osztják-szamojéd hősmondák és regék, fordítások, mintegy 8-10 nyomtatott ívnyi
  - Vogulok, osztjákok, zürjenek és szamojédek, antropológiai megfigyelések, mintegy 8 nyomtatott ívnyi
  - Több kötetnyi jegyzet a szibériai útról
  - A szibériai út részletes naplója, sok fényképpel a tanulmányozott népek köréből